# Mistrzostwa Świata w Piłce Nożnej 2014 (eliminacje strefy CAF)/Grupa G

## Tabela
| Lp. | Drużyna  | M | Mecze | Mecze | Mecze | Bramki | Bramki | Bramki | Pkt |
| Lp. | Drużyna  | M | W     | R     | P     | +      | −      | +/−    | Pkt |
| --- | -------- | - | ----- | ----- | ----- | ------ | ------ | ------ | --- |
| 1.  | Egipt    | 6 | 6     | 0     | 0     | 16     | 7      | +9     | 18  |
| 2.  | Gwinea   | 6 | 3     | 1     | 2     | 12     | 8      | +4     | 10  |
| 3.  | Mozambik | 6 | 0     | 3     | 3     | 2      | 10     | −8     | 3   |
| 4.  | Zimbabwe | 6 | 0     | 2     | 4     | 4      | 9      | −5     | 2   |

## Mecze
Czas:CET
| 1 czerwca 2012 20:00 | Egipt · Fathallah 56' · Kapango 63' (sam.) | 2:0(0:0) | Mozambik | Stadion Borg El Arab, Aleksandria Widzów: 0 Sędzia: Sylvester Kirwa |
|                      |                                            |          |          |                                                                     |

| 3 czerwca 2012 15:00 | Zimbabwe | 0:1(0:1) | Gwinea · 25' Traoré | Narodowy Stadion Sportowy, Harare Widzów: 30,000 Sędzia: Rajindraparsad Seechurn |
|                      |          |          |                     |                                                                                  |

| 10 czerwca 2012 15:00 | Mozambik | 0:0(0:0) | Zimbabwe | Estádio do Zimpeto, Maputo Widzów: 26,000 Sędzia: Ali Kalyango |
|                       |          |          |          |                                                                |

| 10 czerwca 2012 19:00 | Gwinea · Camara 20' · Bangoura 88' | 2:3(1:0) | Egipt · 58', 68' (k) Aboutreika · 90+5' Salah | Stade du 28 Septembre, Konakry Widzów: 14,000 Sędzia: Néant Alioum |
|                       |                                    |          |                                               |                                                                    |

| 24 marca 2013 14:00 | Mozambik | 0:0(0:0) | Gwinea | Estádio do Zimpeto, Maputo Widzów: 25,000 Sędzia: Mohamed Hussein El-Fadil |
|                     |          |          |        |                                                                            |

| 26 marca 2013 18:00 | Egipt · Abd-Rabou 65' · Aboutreika 88' | 2:1(0:0) | Zimbabwe · 75' Musona | Stadion Borg El Arab, Aleksandria Widzów: 10,000 Sędzia: Badara Diatta |
|                     |                                        |          |                       |                                                                        |

| 9 czerwca 2013 15:00 | Zimbabwe · Musona 21' · Zvasiya 81' | 2:4(1:2) | Egipt · 5' Aboutreika · 41', 73', 83' Salah | Narodowy Stadion Sportowy, Harare Widzów: 40,000 Sędzia: Bakary Gassama |
|                      |                                     |          |                                             |                                                                         |

| 9 czerwca 2013 19:00 | Gwinea · Yattara 16', 87' · Diallo 34', 45+1' (k) · Traoré 74' · Diarra 80' | 6:1(3:1) | Mozambik · 44' Pelembe | Stade du 28 Septembre, Konakry Widzów: 14,000 Sędzia: Kouame N'Dri |
|                      |                                                                             |          |                        |                                                                    |

| 16 czerwca 2013 15:00 | Mozambik | 0:1(0:1) | Egipt · 40' Salah | Estádio da Machava, Maputo Widzów: 25,000 Sędzia: Janny Sikazwe |
|                       |          |          |                   |                                                                 |

| 16 czerwca 2013 19:00 | Gwinea · Yattara 37' | 1:0(1:0) | Zimbabwe | Stade du 28 Septembre, Konakry Widzów: 14,000 Sędzia: Hamada Nampiandraza |
|                       |                      |          |          |                                                                           |

| 8 września 2013 15:00 | Zimbabwe · Mambare 41' | 1:1(1:0) | Mozambik · 69' Maninho | Stadion Narodowy, Harare Widzów: 7,000 Sędzia: Mahamadou Keita |
|                       |                        |          |                        |                                                                |

| 10 września 2013 16:00 | Egipt · Ghaly 38' · Aboutreika 51' (k) · Salah 83' · Zaki 87' | 4:2(1:1) | Gwinea · 4' (sam.) El-Abd · 57' Soumah | Stadion Borg El Arab, Aleksandria Widzów: 0 Sędzia: Tessema Bamlak |
|                        |                                                               |          |                                        |                                                                    |